# هیثم بن طارق
هیثم بن طارق آل سعید (عربی: هیثم بن طارق آل سعید؛ زادهٔ ۱۳ اکتبر ۱۹۵۴)، سلطان و نخست‌وزیر عمان است. وی در ۱۱ ژانویه ۲۰۲۰ پس از درگذشت پسرعمویش سلطان قابوس طبق وصیت‌نامه او به سلطنت رسید.
هیثم بن طارق از اعضای شناخته شده خاندان سلطنتی عمان آل بوسعید است و یکی از علل انتصابش به عنوان پادشاه کشور عمان این بود که سلطان قابوس بن سعید، فرزندی نداشت.
هیثم در مسقط به دنیا آمد و نوه سلطان تیمور بن فیصل است. او چندین دهه در کابینه قابوس خدمت کرد و پیش‌تر وزیر میراث و فرهنگ بوده‌است،
او همچنین سمت‌هایی از جمله فرستاده ویژه سلطان قابوس و وزارت امورخارجه عمان نیز داشته‌است. وی از سال ۲۰۰۲ که نماینده ویژه سلطان قابوس بود، سلطان هیثم همچون سلطان قابوس سیاست گذاری‌های صلح جویانه ای را پیش رو قرار داده‌است که از این رو موجب کاهش تنش در خاورمیانه گردد.
وی فارغ‌التحصیل سال ۱۹۷۹ در برنامه خدمات خارجی دانشگاه آکسفورد است، تحصیلات تکمیلی خود را تحت نظارت کالج کالج پمبروک، آکسفورد انجام می‌دهد.
سلطان هیثم به مدت ۱۸ سال از ۲۰۰۲ تا ۲۰۲۰ منصب وزارت فرهنگ را در این کشور بر عهده داشت و در دهه هشتاد نیز در بخش ورزش و جوانان فعال بود. سلطان قابوس در سال ۱۹۹۴ وی را به عنوان دبیرکل وزارت خارجه و پس از آن در سال ۲۰۰۲ به عنوان وزیر فرهنگ تعیین کرد، پستی که تا ۱۱ ژانویه ۲۰۲۰ بر سر آن بود. سلطان هیثم بن طارق همچنین به دستور سلطان قابوس مسؤولیت کمیته «سند چشم‌انداز عمان ۲۰۴۰» و برنامه‌ریزی برای آینده عمان را بر عهده داشت. وی بر روی عنصر «جوان» برای احیای عمان تأکید داد و پیش‌تر در اظهاراتی که در چارچوب پروژه چشم‌انداز عمان تا ۲۰۴۰ اعلام کرد، تأکید کرد که برنامه‌ها در این راستای بر اساس چشم‌اندازهای جوانان عمانی است. هیثم بن طارق آل سعید سلطان عمان پس از ادای سوگند قانونی بر ادامه راه سلطان قابوس به ویژه در سیاست خارجی در حکومت تأکید کرد. وی در ابتدای حاکمیت خود به قطر، عربستان و بریتانیا سفر کرد.
هیثم در ۱۱ ژانویه ۲۰۲۰، ساعاتی پس از مرگ قابوس، سلطان اعلام شد.